# Saint-Laurent-du-Cros
Saint-Laurent-du-Cros – miejscowość i gmina we Francji, w regionie Prowansja-Alpy-Lazurowe Wybrzeże, w departamencie Alpy Wysokie.

## Demografia
Według danych na rok 1990 gminę zamieszkiwały 332 osoby, a gęstość zaludnienia wynosiła 26 osób/km². W styczniu 2015 r. Saint-Laurent-du-Cros zamieszkiwały 524 osoby, przy gęstości zaludnienia wynoszącej 41,3 osób/km².